# Taux de répétition moyen
 (mai 2025).
Le taux de répétition moyen est le nombre moyen de fois où une publicité est vue.

## Formule
Taux de répétition moyen = nombre total de fois où la publicité a été vue / nombre de personnes différentes qui l'ont vue.

## Intérêt
Il permet de calculer le Gross Rating Point grâce à la formule GRP = Taux de couverture x taux de répétition moyen.